# Banja (żupania splicko-dalmatyńska)
Banja – wieś w Chorwacji, w żupanii splicko-dalmatyńskiej, w mieście Vrgorac. W 2011 roku liczyła 202 mieszkańców.